# 크리스 앳킨슨

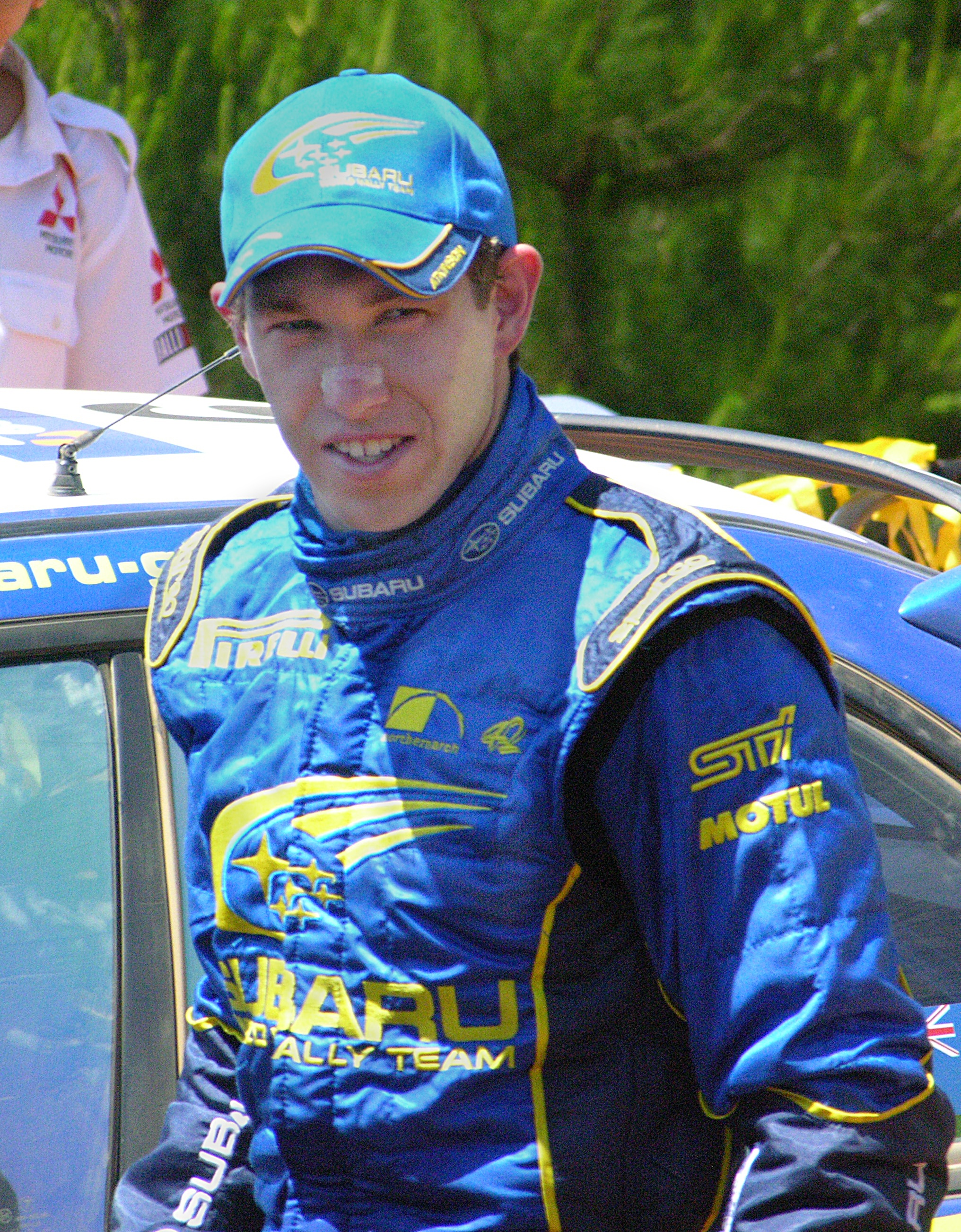
2006년의 크리스 앳킨슨

크리스 앳킨슨(Chris Atkinson, 1979년 11월 30일 ~ )은 오스트레일리아의 자동차 경주 선수이다. 2004년에 뉴질랜드 랠리에서 활동을 시작했고, 2005년부터 스바루 월드 랠리 팀에 소속해 있다가 2009년 시트로엥 주니어 팀과 계약했다.